# Římskokatolická farnost Velké Chvojno
Římskokatolická farnost Velké Chvojno (lat. Bohemokahna) je církevní správní jednotka sdružující římské katolíky na území obce Velké Chvojno a v jejím okolí. Organizačně spadá do ústeckého vikariátu, který je jedním z 10 vikariátů litoměřické diecéze.

## Historie farnosti
Již před rokem 1384 byla ve farní lokalitě plebánie. Od roku 1651 zde byly vedeny matriky. Farnost byla kanonicky obnovena v roce 1832.

### Duchovní správcové vedoucí farnost
Začátek působnosti jmenovaného v duchovní správě farnosti od:
- 1773 Franc. Veitl
- 1816 Joann. Martini, n. 23. 1. 1758 Adersbach, o. 21. 12. 1782, † 9. 2. 1837
- 1832 proto-par. (prvo-farář) Jos. Buberle, n. 26. 1. 1796 Schoelessens., o. 23. 8. 1818, † 27. 6. 1855
- 1856 Conrad. Kutscher, n. 11. 4. 1811 Jablonné, o. 8. 8. 1836
- 1874 Ignat. Stoessel, n. 1. 10. 1835 Leipa, o. 31. 7. 1860, † 16. 7. 1915
- 1891 Franc. Ječmen, n. 7. 2. 1857 Padrť, o. 13. 9. 1880, † 20. 2. 1909
- 1909 Aloys. Schmidt, n. 6. 12. 1864 Liebau (Sil.), o. 3. 12. 1893, † 12. 1. 1913
- 1913 Wenc. Rösler, n. 20. 10. 1883 Polaun, o. 14. 7. 1907
- 1927 Leo Arlt, n. 3. 12. 1891 Nemschen, o. 10. 10. 1915
- 1930 par. vacat
- 1931 Jos. Plescher, n. 20. 10. 1882 Sutom, o. 17. 7. 1910
- 1. 6. 1939 Bernard. Növer, n. 20. 8. 1875 Dülmen, o. 15. 7. 1906
- 20. 9. 1946 Antonín Chramosta
- 1. 8. 1948 František Kubaš
- 15. 12. 1951 Antonín Mikel
- 1. 8. 1994 Antonín Sporer
- 1. 7. 1999 Pavel Jančík
- 1. 7. 2002 Miroslav Šimáček, admin. exc. z Ústí nad Labem
- 15. 7. 2025 Martin Davídek, admin. exc. z Ústí nad Labem[3]

Kromě kněží stojících v čele farnosti, působili ve farnosti v průběhu její historie i jiní kněží. Většinou pracovali jako farní vikáři, kaplani, katecheté, výpomocní duchovní aj.

## Území farnosti
Do farnosti náleží území těchto obcí:
- Velké Chvojno (Böhmischkahn[p 2])
- Knínice (Kninitz[p 2])
- Luční Chvojno (Deutschkahn[p 2])
- Malé Chvojno (Kleinkahn[p 2])
- Žďár (Saara[p 2])
- Žďárek (Zuckmantel[p 2])

## Římskokatolické sakrální stavby a místa kultu na území farnosti
| | Stavba                  | Místo         | Bohoslužby    | Zeměpisné souřadnice           | Status               |        |        |
| Kostel | Kostel                  | Kostel        | Kostel        | Kostel                         | Kostel               | Kostel | Kostel |
| --- | ----------------------- | ------------- | ------------- | ------------------------------ | -------------------- | ------ | ------ |
| 1. | Kostel sv. Martina      | Velké Chvojno | nelze sloužit | 50°47′9″ s. š., 14°1′45″ v. d. | zbořený farní kostel |        |        |
| Kaple |                         |               |               |                                |                      |        |        |
| 2. | Kaple sv. Petra a Pavla | Knínice       | nelze sloužit |                                | zrušená kaple        |        |        |
| Některé drobné sakrální stavby a pamětihodnosti lze dohledat zde v databázi Drobné sakrální památky Zaniklé sakrální stavby lze dohledat zde v databázi Poškozené a zničené kostely, kaple a synagogy v České republice |                         |               |               |                                |                      |        |        |

Ve farnosti se mohou nacházet i další drobné sakrální stavby, místa římskokatolického kultu a pamětihodnosti, které neobsahuje tato tabulka.

## Příslušnost k farnímu obvodu
Z důvodu efektivity duchovní správy byl vytvořen farní obvod (kolatura) farnosti Ústí nad Labem, jehož součástí je i farnost Velké Chvojno, která je tak spravována excurrendo.